# Никома (2-кома)
2-кома (яп. 2コマ漫画) - формат выпуска манги по 2 кадра, обычно в жанре комедии. Показывает юмористические моменты, например мемы формата «Ожидание vs реальность». Чаще всего история заканчивается на втором кадре, поэтому никома обыкновенно не является полноценным произведением. Она может представлять из себя короткий комикс на популярные темы или фанатскую зарисовку, опирающуюся на какой-либо фандом и использующую персонажей оттуда.  
Ни-кома пользовались большим успехом в конце эпохи Эдо и начале эпохи Мейдзи, наряду с сан-кома(3コマ漫画), року-кома(6コマ漫画) и просто зарисовками на одну страницу. Ёнкома(4コマ漫画) не была тогда популярна. 
Если в ёнкоме первая панель - экспозиция, вторая - завязка, третья - кульминация, четвертая - развязка, то в никома эти позиции объединяются (первая панель - экспозиция и завязка, вторая - кульминация и развязка), или конфликт и вовсе отсутствует.